# Giuliana Morandini
Pour les articles homonymes, voir Morandini.
Œuvres principales
Caffè specchi
Giuliana Morandini, née à Pavia di Udine le 17 juillet 1934 et morte à Rome le 22 juillet 2019, est une écrivain et critique littéraire italienne.

## Biographie
Giuliana Morandini est née en 1938 à Pavia di Udine et a vécu entre Venise et Rome.
En dehors de l'écriture, elle s'est également consacrée à l'activité critique, s'occupant principalement de littérature et de théâtre de langue allemande. Elle s'est consacrée à la publication d'ouvrages d'Euripide et de Samuel Beckett et a été responsable de l'édition allemande des pièces de Pasolini.
En 1977 avec l' essai  E allora mi hanno rinchiusa, prix Viareggio, elle s'est penchée sur la condition des femmes dans les hôpitaux psychiatriques. Dans ses œuvres transparaît  son intérêt pour l'Europe centrale, la culture frioulane, Trieste et à la littérature féminine.

### Prix
- 1977 : Prix Viareggio - essai pour  E allora mi hanno rinchiusa
- 1978 : Prix Prato pour I cristalli di Vienna [3].
- 1983 : Prix Viareggio pour Caffè Specchi
- 1987 : Prix Campiello pour Angelo a Berlino
- 1992 : Prix Flaiano pour Sogno a Herrenberg[2].

## Ouvrages (sélection)
- I cristalli di Vienna, Milan, Bompiani, 1978.
- Caffè Specchi, Milan, Bompiani, 1983.
- Angelo a Berlino, Milan, Bompiani, 1987, Prix Campiello[4].
- Sogno a Herrenberg, Milan, Bompiani, 1991.
- Giocando a dama con la luna, Milan, Bompiani, 1996.
- Notte a Samarcanda, Gênes, Marietti, 2006.

### Traduit en français
- Le Café aux miroirs [« Caffè specchi »], trad. de Christian Viredaz, Carouge-Genève, Suisse, Éditions Zoé, 1995, 189 p.  (ISBN 2-88182-224-X)

## Distinctions
- 2007 :  Commandeur de l'Ordre du Mérite de la République italienne[2].